# Luis Pavón
Luis Pavón Tamayo (* 31. März 1930 in Holguín; † 25. Mai 2013 in Havanna) war ein kubanischer Militäroffizier, Journalist und Kulturfunktionär. Er gilt als einer der Hauptakteure der kulturellen Zensur während des sogenannten grauen Jahrfünfts in der Geschichte Kubas Anfang der 1970er Jahre.

## Leben
Luis Pavón arbeitete seit seiner Jugend für Zeitungen und Radio im Raum Holguín. Später erwarb er den Abschluss in Rechtswissenschaft und kämpfte gegen die Batista-Diktatur. Nach der erfolgreichen Revolution leitete er ab 1959 die Zeitschrift Verde Olivo („Olivgrün“) der neugegründeten Revolutionären Streitkräfte, innerhalb derer er im Rang eines Leutnants stand. 1963 war er Gründungsmitglied des staatlichen Journalistenverbands UPEC, in dessen Führungsbeirat er gewählt wurde. Später wirkte beim staatlichen Künstler- und Schriftstellerverband UNEAC mit, arbeitete als Dozent für Journalismus an der Hochschule der Streitkräfte und wurde zum einflussreichen Kulturfunktionär.
Von 1971 bis 1976 war er Vorsitzender des Nationalen Kulturrats, dem Vorläufer des 1976 gegründeten Kulturministeriums. Er war prominentester Vollstrecker der massiven Repression und Zensur gegen Künstler, welche nicht der offiziellen Staatslinie entsprachen. Insbesondere den zum Dogma gewordenen Slogan Fidel Castros „Innerhalb der Revolution: alles! gegen die Revolution: nichts!“ hatte er verinnerlicht und versuchte ihn in die Tat umzusetzen. Zu den zahlreichen Opfern seiner Politik zählten unter anderen Schriftstellergrößen wie José Lezama Lima, Heberto Padilla und Virgilio Piñera. Jedoch war nicht nur eine vermeintlich politisch abweichende Gesinnung Grund, einen Künstler zu marginalisieren. Auch andere „ideologische Schwächen“ wie Homosexualität wurden entsprechend verfolgt. Seine zwei veröffentlichten Romane und seine Gedichte spielten für seine Bekanntheit eher keine Rolle.
Während der ab 1976 als Kulturminister wirkende Armando Hart schrittweise viele der von Pavón erlassenen kulturellen Restriktionen lockern und marginalisierte Künstler rehabilitieren ließ, wirkte der von seinen Leitungsfunktionen entbundene Pavón auf untergeordneter Ebene weiter, darunter in den 1980er Jahren als Sekretär für Internationale Beziehungen der UNEAC.
Der Tod Pavóns am 25. Mai 2013 war den staatlichen Medien Kubas keine Meldung wert. Der Exilschriftsteller Norberto Fuentes machte ihn öffentlich. Luis Pavón starb „offiziell vergessen“.

## „Krieg der E-Mails“ von 2007
Im Januar 2007 war Pavón unfreiwillig Auslöser einer beispiellosen Protestbewegung unter kubanischen Kulturschaffenden: Nach vielen Jahren der Abwesenheit aus der Öffentlichkeit ehrte das kubanische Fernsehen Pavón mit einer aufsehenerregenden Sendung, die ihn als wichtigen Kulturschaffenden des Landes präsentierte. Kurz darauf folgten ähnliche Sendungen zu Ehren der beiden in den 1970er Jahren für den Rundfunk und das Theater zuständigen Funktionäre Jorge Serguera und Armando Quesada. Zahlreiche kubanische Intellektuelle reagierten darauf mit heftiger Ablehnung, da sie hinter der Rehabilitierung der Zensoren eine Rückkehr zur überwundenen kulturellen Repression fürchteten. Der folgende sogenannte „Krieg der E-Mails“ führte zu Diskussionen innerhalb der staatlichen Kulturinstitutionen, welche jedoch hinter verschlossenen Türen stattfanden. Kurz darauf erklärte der kubanische Kulturminister Abel Prieto in einem Interview mit einer mexikanischen Tageszeitung, es sei ein Fehler des Staatsfernsehens gewesen, die drei Funktionäre zu präsentieren. Die mangelnde Transparenz der Debatte über das graue Jahrfünft war unter anderem auch ein Auslöser für die Blogger-Karriere der später weltberühmten Yoani Sánchez, die im April 2007 ihren Blog Generation Y startete.

## Werke
- Umbral, 1997
- La dama del Capitolio, 1999
- La belleza del físico mundo, 2000
- Descubrimientos, 1967
- Cartas a Pepilla, 1989
- Aquiles y la pólvora, 1990